# Adolf Leiber
Adolf Linus Leiber (* 23. September 1808 in Möhringen; † 29. September 1885 in Karlsruhe) war ein seit 1833 im badischen Staatsdienst stehender Jurist und Amtsvorstand, vergleichbar mit einem heutigen Landrat. Leiber war katholischen Glaubens.

## Familie
Adolf Leiber war der Sohn des Landwirts Joseph Leiber (* 23. Dezember 1773; † 13. November 1843), Spinnereiteilhaber und Bürgermeister zu Möhringen, ebenso Kreisrevisor. Er heiratete ca. 1845/46 Stephanie Julia geborene Haas, Tochter des Handelsmanns Haas in Schliengen. Aus dieser Ehe entstammen sechs Kinder: Adolf Hermann (* 27. Juni 1847 in Waldkirch), Theodor (* 29. Oktober 1854 in Säckingen), Julie (* in Bruchsal; † 1922 in Freiburg im Breisgau), Ida (* in Bruchsal; † 7. Februar 1924 in Karlsruhe), Anna (* 1. Januar 1861 in Bruchsal; † 1939 in Karlsruhe) und Stefanie (* in Bruchsal; † im Alter von 13 Jahren).

## Ausbildung
Adolf Leiber besuchte das Lyzeum in Freiburg im Breisgau, wo er 1826 das Abitur ablegte. Er studierte danach Rechtswissenschaften vom Wintersemester 1827/28 bis zum Sommersemester 1831 an der Universität Freiburg. Ab dem 1. Juli 1832 wurde er Volontär beim Bezirksamt Ettlingen und ab dem 1. November 1832 beim Polizeiamt Karlsruhe. Danach setzte er ab dem 12. Dezember 1832 sein Volontariat beim fürstlich fürstenbergischen Bezirksamt Möhringen fort und wurde ab dem 17. März 1833 Gehilfe beim Hofgerichtsadvokat und Fiskalanwalt Zentner in Freiburg.

## Laufbahn
- 1. August 1834 Verwaltungsaktuar beim Bezirksamt Kenzingen
- 16. November 1837 Amtsassessor beim Bezirksamt Staufen und ab dem 6. Januar 1842 beim Bezirksamt Waldshut, dort am 15. Dezember 1842 zum Amtmann ernannt
- 16. Mai 1845 Amtmann beim Bezirksamt Waldkirch
- 17. April 1848 Amtsvorstand beim Bezirksamt Neustadt
- 8. September 1849 Amtsvorstand beim Bezirksamt Säckingen und dort am 7. Dezember 1849 zum Oberamtmann befördert
- 18. Juli 1855 Amtsvorstand beim Oberamt Bruchsal und dort am 8. Oktober 1886 zum Stadtdirektor befördert
- 27. Oktober 1869 Stadtdirektor und Amtsvorstand beim Bezirksamt Gernsbach
- 4. April 1872 in den Ruhestand versetzt

## Nebentätigkeiten
Im Jahr 1861 wurde Leiber Kommissär für die Leitung der Verhandlungen über die Entsumpfungs- und Bewässerungsanlagen in den Amtsbezirken Bruchsal, Philippsburg, Wiesloch und Schwetzingen.

## Auszeichnungen
- 1852 Ritterkreuz des sizilianischen Ordens Franz I.
- 1853 Bürgerrecht der Stadt Säckingen
- 1852 Ritterkreuz 1. Klasse des Zähringer Löwen-Ordens
- 1854  Ritterkreuz des Zähringer Löwen-Ordens